# Гурвич Олександр Гаврилович
Гу́рвич Олекса́ндр Гаври́лович (9 жовтня 1874, Полтава — 27 липня 1954, Москва) — біолог і гістолог, в 1945 — 1948 рр. — директор інституту експериментальної біології АМН СРСР. Лауреат Сталінської премії (1941). Вчений був номінований на Нобелівську премію з фізіології та медицини у 1929, 1932–1934, 1938 роках.

## Біографія
Народився майбутній вчений у м. Полтаві.
Закінчив Мюнхенський університет (1897), де відтоді і працював в лабораторії К. Купфера.
Був співробітником кафедри анатомії Страсбурзького (1898 — 1901) та Бернського (1901 — 1905) університетів, професором, зав. кафедрою гістології Таврійського (1918 — 1925), Московського (1925 — 1930) університетів.
Від 1930 року — в Інституті експериментальної біології АМН СРСР.
Основні напрямки наукових досліджень: цитологія, гістофізіологія, ембріологія, біофізика і теоретична біологія. Увів поняття «біологічне поле» (1912) та розробив його теорію (1944). Відкрив надслабке ультрафіолетове випромінювання низки живих тканин, що стимулює поділ клітин, і назвав його мітогенетичним випромінюванням. Застосував його для розроблення методів біологічної діагностики раку. Започаткував біофотоніку, ввів концепцію «морфогенетичного поля», яке визначає напрямок ділення клітини і тим самим форму органу, що виникає.
Олександр Гаврилович помер і похований у Москві.

## Відомі учні
- Вульф Абрамович Равін

## Виноски
1. ↑  Созинов И. В. К вопросу о формировании лженаучного учения О.Б. Лепешинской: события 1919–1940 гг, On the institutionalisation of O.B. Lepeshinskaya’s pseudoscientific doctrine: the events of 1919–1940 // Историко-биологические исследования — 2023. — Т. 15, вып. 1. — С. 101–128. — ISSN 2076-8176; 2500-1221 — doi:10.24412/2076-8176-2023-1-101-128